# جورقان
جورقان (بالفارسية: جورقان) هي مدينة تقع في إيران في البلدة المركزية. يقدر عدد سكانها بـ 8,851 نسمة .